# 20:00
20:00 var ett svenskt aktualitets- och samhällsmagasin som sändes på tisdagskvällar i SVT mellan åren 1985 och 1992. Programledare var bland andra June Carlsson och Katarina Hultling. I programmet togs det upp aktuella och tidstypiska frågor som högerextremism, HIV och social segregation.